# عبد الله الشرهان
عبد الله محمد الشرهان (من مواليد 27 سبتمبر 1981). ريادي أعمال وفنان إمارتي، مؤسس ورئيس شركة أجيال للإعلام ولديه من الخبرة العملية في مجال الإعلام وريادة الأعمال والابتكار مايزيد عن 11 عاماً.
المخرج والمدير الإبداعي للنسخة الحديثة من برنامج الأطفال افتح ياسمسم رسام ومخرج مسلسل حمدون الكرتوني وهو إماراتي من سكان إمارة رأس الخيمة. وبرز بشكل واضح في مجال رسوم الكرتون والقصص المصورة. ابتكر شخصيات كرتونية عربية عدة لاقت رواج في الشرق الأوسط كملصقات على السيارات مثل حمدون وحسون وغيرهما.
بدأ بتحرير صفحة براحة في استراحة الجمعة في صحيفة الخليج الإماراتية عام 2002، ثم أنتج سلسلة أطفالنا التي نشرت عام 2003 عن طريق مطبوعة القافلة السعودية. 
خريج كلية إدارة واقتصاد من جامعة الإمارات العربية المتحدة[1].
```
أسس شركة 
أجيال
 كأولى شركات تطوير محتوى الأطفال منذ 2009 وسلسلة متاجر سوكووول للهدايا عام 2014. وحصل على ماجستير القيادة الريادية بتقدير امتياز مع مرتبة الشرف من جامعة حمدان بن محمد الذكية، 
```

شارك كأحد أفراد لجنة تحكيم جائزة اتصالات لكتب الأطفال لعام 2016. كما كتب العديد من البحوث والمقالات حول ريادة الأعمال والإبداع والإعلام والتسويق.
مؤلف ومبتكر المسلسل الكرتوني «حمدون»
مخرج الموسم الأول من الإصدارة الجديدة من «افتح يا سمسم».
كما يدير تحرير مجلة أطفال 999
، وقد حصل على ترشيح دولي من حكومة الولايات المتحدة الأمريكية كمندوب لدولة الإمارات في برنامج القيادة الدولي.
ترشحت شركته كإحدى أفضل الشركات الإمارتية في مسابقة جلف كابيتال للمشاريع الصغيرة والمتوسطة 2014  و 2016.
كما فاز بمسابقة صندوق البنك الدولي للشرق الأوسط HSBC 
ومسابقة مايكروسوفت للإبداع بالحاسوب.
وهو أيضاً مدرب معتمد حاصل على شهادات تدريبية عديدة تشمل الإدارة والقيادة وإدارة الموارد البشرية والتخطيط الاستراتجي وإدارة المشاريع والتسويق وتطوير الهوية المؤسسية والكتابة وتطوير الذات.
له عدة ندوات ومحاضرات في مجال ريادة الأعمال والابتكار وتطوير المحتوى الإعلامي وتحفيز المواهب.

## هوامش
1- كل الأسرة، العدد789، ص90
2- مجلة ياسمين، العدد19، 
ص64
3- كل الأسرة، العدد789، ص90
4- مجلة شباب اليوم، العدد 37، ص25

## وصلات خارجية
دار الخليــــج-شباب الخليج-عبد الله الشرهان: أحلم بإحداث تغيير في...
عبد الله الشرهان: مغامرات«حمدون» ترصد عاداتنا - البيان
«حمدون» يعرض أسلوب الحياة الإماراتية بطريقة مبسطة - جريدة الاتحاد
صفحة عبدالله الشرهان على الفيس بوك  على فيسبوك.